# 영국 e스포츠 협회
영국e스포츠협회(United Kingdom eSports Association, UKeSA)는 런던에 본부를 둔 영국의 e스포츠종목을 총괄하는 단체였다. 2009년 5월에 국제e스포츠연맹에 정식 가입하였으나, 2009년 12월 파산 신청을 하였다.

## 같이 보기
- e스포츠
- 국제e스포츠연맹
- 한국e스포츠협회